# Hannu Jortikka
Hannu Jortikka (* 16. Dezember 1956 in Turku) ist ein ehemaliger finnischer Eishockeyspieler und -trainer, der in seiner aktiven Zeit von 1972 bis 1988 unter anderem für TPS Turku in der SM-liiga sowie AIK Solna in der Elitserien gespielt hat. 

## Karriere als Spieler
Hannu Jortikka begann seine Karriere als Eishockeyspieler bei TPS Turku, für das er von 1972 bis 1979 zunächst in der SM-sarja, ab 1975 in deren Nachfolge-Liga, der SM-liiga, aktiv war. In der Saison 1975/76 wurde er mit Turku erstmals in seiner Laufbahn Finnischer Meister. Es folgten die Vizemeisterschaft 1977 sowie zwei dritte Plätze, bevor Jortikka zu AIK Solna in die schwedische Elitserien wechselte. In seiner einzigen Saison im Ausland wurde der Finne nur drei Mal eingesetzt und blieb punkt- und straflos. Anschließend kehrte Jortikka nach Turku zurück, wo er 1981 noch einmal Dritter in der SM-liiga wurde. Nachdem er von 1981 bis 1983 bei HPK Hämeenlinna in der zweitklassigen „I Divisioon“ aktiv gewesen war, spielte er ausschließlich im Amateurbereich, wo er beim Drittligisten Lätkä-77 Uusikaupunki 1988 seine aktive Karriere beendete.

### SM-liiga-Statistik
(Hinweis: ohne die Spiele in der SM-sarja)

## Karriere als Trainer
Nach seinem Karriereende als Spieler trainierte Jortikka zunächst die finnische U20-Nationalmannschaft Finnlands, mit der er bei der Junioren-Weltmeisterschaft 1987 die Goldmedaille gewann. Daraufhin übernahm Jortikka im Sommer 1988 das Traineramt bei seinem Ex-Klub TPS Turku, mit dem er als Spieler 1976 Meister geworden war. Diesen führte er gleich in seiner Premierensaison als Trainer zur Meisterschaft, die er 1990 wiederholen konnte. Zudem erreichte Jortikka 1990 mit der Mannschaft den zweiten Platz im Europapokal und wurde erstmals mit der Kalevi-Numminen-Trophäe als bester Trainer ausgezeichnet, die er insgesamt fünf Mal in seiner Karriere erhielt. Im Jahr 1991 machte der ehemalige Verteidiger den Titel-Hattrick mit Turku perfekt. Daraufhin wechselte er zum Ligarivalen HPK Hämeenlinna, den er zur Vize-Meisterschaft 1993 führte. 
Nach nur einer Spielzeit verließ Jortikka den Verein wieder, um für ein Jahr den SC Bern aus der Schweizer Nationalliga A zu trainieren. Nach der Spielzeit sammelte der Trainer weitere Erfahrung im Ausland, als er im Spieljahr 1994/95 Malmö IF aus der schwedischen Elitserien trainierte. Anschließend übernahm er in der Saison 1995/96 JYP Jyväskylä, mit dem er in einer enttäuschenden Saison die Playoffs verpasste. Nach einem Jahr Pause unterschrieb Jortikka ein zweites Mal in Malmö, blieb jedoch erneut ohne Titel. Daraufhin übernahm Jortikka 1998 schließlich zum zweiten Mal das Traineramt bei Turku, mit dem er in den Jahren 1999, 2000 und 2001 erneut den Titel-Hattrick schaffte. Zudem errang er mit der Mannschaft 2000 den dritten Rang in der European Hockey League. 
Nach seinem erneuten Erfolg mit Turku pausierte Jortikka zwei Jahre, ehe er 2003 bei Jokerit Helsinki unterschrieb, dass er 2005 zur Vize-Meisterschaft führte. Daraufhin kehrte er nach Turku zurück, wo er TPS von 2005 bis 2007 trainierte.
Zwischen Ende 2009 und November 2010 betreute er erneut Jokerit Helsinki und war parallel Cheftrainer der finnischen U20-Nationalmannschaft. Im April 2011 wurde er von Amur Chabarowsk aus der Kontinentalen Hockey-Liga unter Vertrag genommen und führte das Team 2012 in die Play-offs. Im Dezember 2012 wurde Jortikka aus seinem Vertrag entlassen, nachdem Amur bis auf den 11. Platz der Ost-Konferenz der KHL abgerutscht war.
Zur folgenden Saison wurde er Cheftrainer beim neu gegründeten KHL-Teilnehmer Admiral Wladiwostok, trat aber aus familiären Gründen am 30. November 2013 von diesem Amt zurück. Anschließend war er als Berater beim HK Jugra Chanty-Mansijsk tätig, ehe er 2014 zum Trainer der finnischen U20-Junioren ernannt wurde.

## Erfolge und Auszeichnungen
| - 1976 Finnischer Meister mit TPS Turku - 1977 Finnischer Vizemeister mit TPS Turku - 1978 Finnischer Dritter mit TPS Turku | - 1979 Finnischer Dritter mit TPS Turku - 1981 Finnischer Dritter mit TPS Turku |

### Als Trainer
| - 1987 Goldmedaille bei der Junioren-Weltmeisterschaft mit Finnland U20 - 1988 Bronzemedaille bei der Junioren-Weltmeisterschaft mit Finnland U20 - 1989 Finnischer Meister mit TPS Turku - 1990 Finnischer Meister mit TPS Turku - 1990 2. Platz beim Europapokal mit TPS Turku - 1990 Bester Trainer der SM-liiga - 1991 Finnischer Meister mit TPS Turku - 1991 Bester Trainer der SM-liiga - 1993 Finnischer Vizemeister mit HPK Hämeenlinna | - 1993 Lynces Academici Coach Award - 1999 Finnischer Meister mit TPS Turku - 1999 Kalevi-Numminen-Trophäe - 2000 Finnischer Meister mit TPS Turku - 2000 3. Platz in der European Hockey League mit TPS Turku - 2000 Kalevi-Numminen-Trophäe - 2001 Finnischer Meister mit TPS Turku - 2001 Kalevi-Numminen-Trophäe - 2005 Finnischer Vizemeister mit Jokerit Helsinki |